# 彼得拉波尔齐奥
彼得拉波尔齐奥（義大利語：Pietraporzio）是意大利库内奥省的一个市镇。总面积54平方公里，人口93人，人口密度1.7人/平方公里（2009年）。ISTAT代码为004167。